# 庫什塔諾維齊亞
48°26′54″N 22°47′22″E / 48.44833°N 22.78944°E
庫什塔諾維齊亞（烏克蘭語：Куштановиця），是烏克蘭的村落，位於該國西部外喀爾巴阡州，由穆卡切沃區負責管轄，面積0.4平方公里，海拔高度200米，2001年人口765，人口密度每平方公里1,926.95人。